# Luis Rijo
Luis Alberto Rijo (28 de setembro de 1927 - 8 de maio de 2001) foi um futebolista uruguaio que atuava como atacante.

## Carreira
Luis Rijo fez parte do elenco campeão da Seleção Uruguaia de Futebol, na Copa do Mundo de 1950 no Brasil.

## Títulos
- Copa do Mundo de 1950